# Амик (Мичиген)
Амик (Мичиген) (енгл. Ahmeek) град је у америчкој савезној држави Мичиген.

## Демографија
По попису из 2010. године број становника је 146, што је 11 (-7,0%) становника мање него 2000. године.
| Група             | 2000.       | 2010.       |
| Белци             | 152 (96,8%) | 145 (99,3%) |
| Афроамериканци    | 0 (0,0%)    | 0 (0,0%)    |
| Азијати           | 1 (0,6%)    | 0 (0,0%)    |
| Хиспаноамериканци | 0 (0,0%)    | 0 (0,0%)    |
| Укупно            | 157         | 146         |